# Tsarimir
Tsarimir (bulgariska: Царимир) är ett distrikt i Bulgarien.   Det ligger i kommunen Obsjtina Săedinenie och regionen Plovdiv, i den centrala delen av landet, 120 km öster om huvudstaden Sofia.
Trakten runt Tsarimir består till största delen av jordbruksmark. Runt Tsarimir är det ganska tätbefolkat, med 80 invånare per kvadratkilometer.